# アマンゼ・エゲケゼ
アマンゼ・エゲケゼ（Amanze Egekeze、1995年12月3日 - ）は、アメリカイリノイ州レイク・イン・ザ・ヒルズ出身のプロバスケットボール選手。ポジションはフォワード。203cm、100kg。

## 来歴
NCAA 1部オハイオ・バレー・カンファレンス（Ohio Valley Conference, OVC）の強豪ベルモント大学のエースとして活躍。2016-17,2017-18の両シーズンで、ベルモント大学をOVCの地区チャンピオンに導いている。シニア(2017-18シーズン）の成績は、一試合平均16.8得点、6.2リバウンド、0.9アシストで、得点とリバウンドはリーグ2位だった。2018年ののNBAサマーリーグには、メンフィス・グリズリーズとダラス・マーベリックスからの接触があったが、正式なオファーには繋がらなかった。フランス、イタリア、スペインのチームからも打診があった中で、2018年7月13日に日本のBリーグ 横浜ビー・コルセアーズへの入団が発表された。
シーズン開幕直後はレギュラーとして活躍し、開幕から12試合連続の二桁得点で、うち2試合で得点とリバウンドのダブル・ダブルを記録している。しかし11月に入ってからはコンディションの低下からか精彩を欠くプレイが増え、期待されていた3ポイントシューターとしての成功確率も低下し、3割を切っていた。11月17日の福岡戦(30分出場　6得点）を最後にベンチ外が続くようになり、11月30日にはチームからの契約解除が発表された。
年が明けた2019年1月、大黒柱のジョシュ・スコットを怪我で欠いている琉球ゴールデンキングスと契約した。1月15日,16日の大阪戦に初出場、2月2日,3日の新潟戦では2試合連続のダブル・ダブルを記録したが、1月16日にケビン・ジョーンズが琉球に加入した後は、外国人枠の関係でのベンチ外が続き、2月13日に契約満了が発表された。
2月19日に新潟アルビレックスBBへの加入が発表された。これにより2018-19シーズンは、B1リーグの3チームでプレーする事になった。
2019年9月1日、ギリシャA1バスケットボールリーグに所属するPAOKとの契約が発表された。国内リーグでは11試合出場、1試合平均12.7分のプレイタイムで、3.3得点、2.4リバウンドという成績を残した。
2020年7月フランスリーグ2部Pro Bの BC Gries-Oberhoffenとの契約を発表。9試合の出場で、1試合平均24.8分のプレイタイムで、10.8得点、4.1リバウンドという成績を残した。
2021年6月30日、BNXTリーグに所属するフローニンゲンとの契約が発表された。FIBAヨーロッパカップでは6試合に出場、1試合平均32.0分の出場で、11.8得点、4.5リバウンド、1.3アシストという成績を残した。BNXTリーグでは43試合の出場、1試合平均21.3分の出場で、8.8得点、3.9リバウンド、フリースロー成功率81.3％、スリーポイント成功率36％という成績を残した。チームは2021-2022シーズンのオランダ・バスケットボールカップ（英語版）で優勝し、エゲケゼ本人も決勝戦に出場している。
2022年8月3日、フィンランドの国内トップリーグのコリスリーガ（英語版）に所属するカタヤ・BC（英語版）との契約が発表された。

## ナイジェリア代表
ナイジェリアへ帰化し、2021年アフロバスケットの予選に出場し、代表デビュー。

## 人物

### バスケットボールプレイヤーとしての特徴
- 相手チームのディフェンスを広げて、味方の攻撃スペースを作る役割を担う。いわゆる｢ストレッチ・フォー｣タイプのフォワードである[19]。
- シュート全般の精度が高いが、特に ベルモント大学での2017-18シーズンにおけるスリーポイントシュートの成功率は.425で、OVCにおけるシーズン1位を記録している[20]。

### その他
- 両親は1980年代にナイジェリアから米国に移住しており、父親が医師、母親が看護師をしている[21]。
- アマンゼは4人兄弟の次男で、長兄は医大生である[21]。
- 大学に進学するときにはNCAA 1部から6校のオファーが届いた。またスポーツだけではなく、GPA 3.5と勉学も優秀である[21]。（補足：GPA（Grade Point Average)とは米国の大学や高校ので標準的に使われる各科目の成績から特定の方式によって算出された学生の成績評価値の事。0～4の5段階であるため、3.5はトップクラスである。）
- 横浜ビー・コルセアーズ　オフィシャルブーストソングにおける選手紹介は、 ｢プロのスタート海賊選んで　一緒に未来を描こうぜ　No.8 アマンゼ・エゲケーゼ｣[22]

## 個人成績

### 大学時代
| シーズン    | チーム       | GP | GS | MPG  | FG%  | 3P%  | FT%  | RPG | APG | SPG | BPG | TO  | PPG  |
| ----------- | ------------ | -- | -- | ---- | ---- | ---- | ---- | --- | --- | --- | --- | --- | ---- |
| OVC 2014-15 | ベルモント大 | 33 | 23 | 20.0 | .404 | .338 | .837 | 3.2 | 0.7 | 0.8 | 0.5 | 0.8 | 5.4  |
| OVC 2015-16 | ベルモント大 | 31 | 31 | 22.7 | .539 | .422 | .768 | 3.4 | 0.7 | 0.4 | 0.4 | 0.9 | 9.0  |
| OVC 2016-17 | ベルモント大 | 30 | 29 | 27.2 | .487 | .384 | .843 | 5.5 | 0.9 | 0.4 | 0.8 | 1.4 | 11.3 |
| OVC 2017-18 | ベルモント大 | 33 | 33 | 34.5 | .505 | .425 | .802 | 6.2 | 0.9 | 0.6 | 0.2 | 1.3 | 16.8 |

### プロ時代
| シーズン        | チーム                 | GP | GS | MPG  | FG%  | 3P%  | FT%  | RPG | APG | SPG | BPG | TO  | PPG  |
| --------------- | ---------------------- | -- | -- | ---- | ---- | ---- | ---- | --- | --- | --- | --- | --- | ---- |
| Bリーグ 2018-19 | 横浜ビー・コルセアーズ | 15 | 15 | 33.6 | .417 | .280 | .804 | 6.4 | 1.6 | 0.9 | 0.7 | 1.4 | 13.9 |
| Bリーグ 2018-19 | 琉球ゴールデンキングス | 4  | 4  | 38.2 | .429 | .421 | .714 | 7.2 | 1.8 | 1.0 | 0.2 | 0.8 | 12.2 |
| Bリーグ 2018-19 | 新潟アルビレックスBB   | 2  | 2  | 31.5 | .613 | .467 | .857 | 7.0 | 1.0 | 0.5 | 0.5 | 1.5 | 25.5 |